# Bezirksgemeinde Ropaži
Die Bezirksgemeinde Ropaži (lettisch Ropažu novads) – wie alle Novadi Lettlands in rechtlichem Sinne eine Großgemeinde – ist eine kleine Bezirksgemeinde östlich von Lettlands Hauptstadt Riga in der historischen Landschaft Vidzeme. Ihr Verwaltungssitz ist in Ropaži.
Die Bezirksgemeinde entstand im Rahmen einer Verwaltungsreform zum 1. Juli 2021 durch den Zusammenschluss des alten Bezirks Ropaži mit den Bezirken Garkalne und Stopiņi sowie der Stadt Vangaži aus dem Bezirk Inčukalns.

## Geografie
Das Gebiet grenzt im Westen an Riga, im Nordwesten an die Bezirksgemeinde Ādaži, im Nordosten an die Bezirksgemeinde Sigulda, im Südwesten an die Bezirksgemeinde Ogre und im Südwesten an die Bezirksgemeinde Salaspils.
Durch die Bezirksgemeinde fließen die Flüsse Lielā Jugla und Mazā Jugla und vereinigen sich an der Grenze zu Riga zur Jugla.

## Gliederung
Die Bezirksgemeinde umfasst die Stadt (pilsēta) Vangaži sowie die drei Gemeinden (pagasti) Garkalne, Ropaži und Stopiņi.

## Verkehr
Wichtigste Straßenverbindungen sind die Staatsstraße A2, die Teil der Europastraße 77 ist und von Riga nach Ape und weiter zum Grenzübergang nach Estland führt, sowie die A4, die Ostumgehung von Riga und Teil der Europastraßen 67 und 77.
Parallel zur A2 verläuft die Bahnstrecke Riga–Valga mit Bahnhöfen in Garkalne und Krievupe. Im Süden gibt es eine Strecke von Riga nach Saurieši.

## Nachweise
1. ↑  Law on Administrative Territories and Populated Areas. likumi.lt, abgerufen am 2. Oktober 2021.